# Acronicta melaina
Acronicta melaina là một loài bướm đêm trong họ Noctuidae.